# Vopnafjörður (miasto)
Vopnafjörður – miasto w północno-wschodniej Islandii, leżące nad fiordem o tej samej nazwie, na niewielkim półwyspie wcinającym się w zatokę i oddzielającym od niej zatokę o charakterze laguny. Siedziba gminy Vopnafjarðarhreppur. W 2015 osada liczyła 528 mieszkańców, w 2018 - 526 mieszkańców. W pobliżu miasta znajduje się port lotniczy Vopnafjörður.